# Ideologia

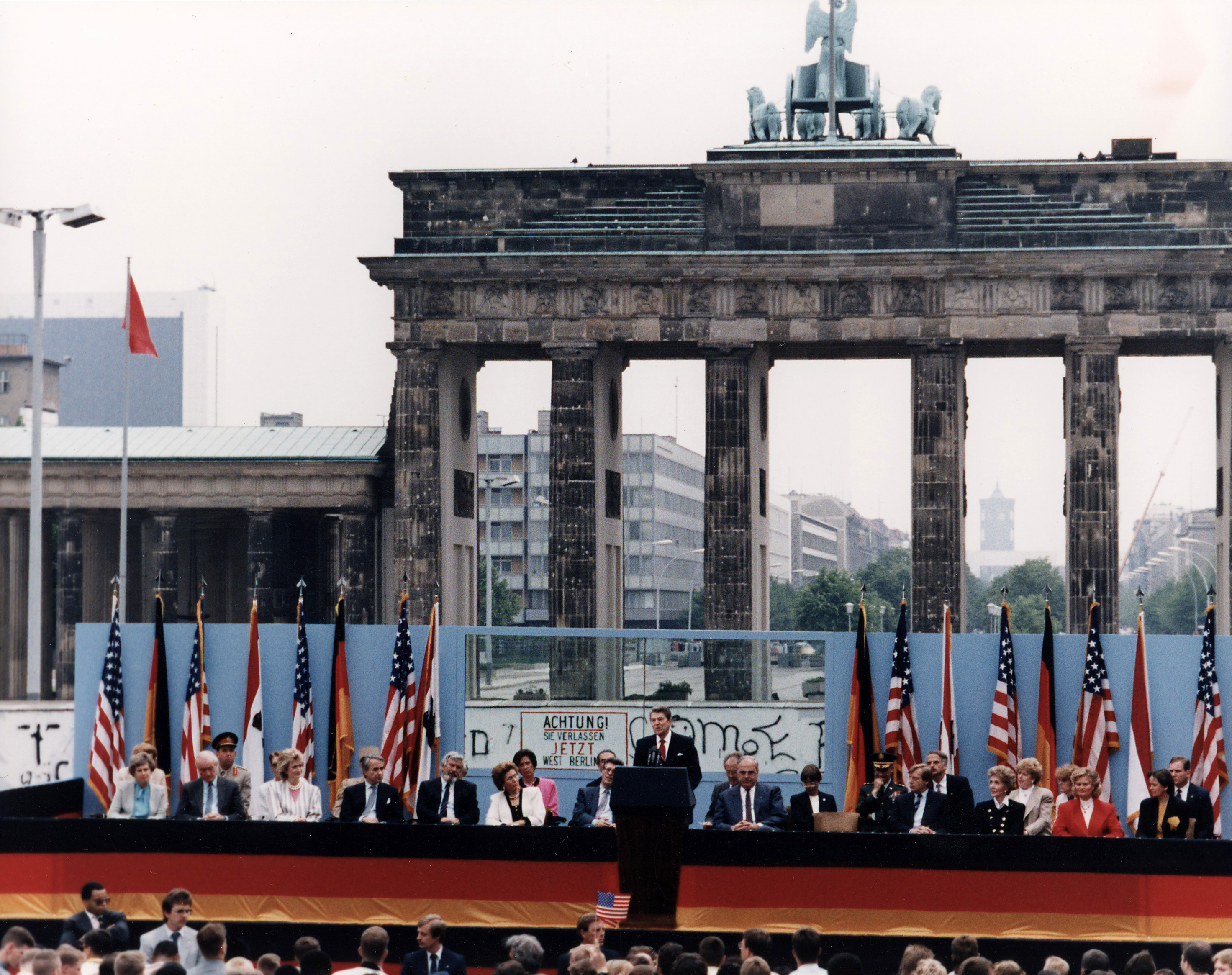
Ideologies enfrontades: Ronald Reagan dona un discurs flanquejat per banderes davant del mur de Berlín, 1987. La porta de Brandenburg, al seu torn, ens recorda l'ús de l'art per justificar la construcció de l'estat, com en aquest cas Prússia-Alemanya

Una ideologia és un conjunt d'idees sobre un sistema (econòmic, social, polític…) que pretén la seva conservació (ideologies conservadores), la seva transformació violenta o pacífica (en qualsevol cas, pot ser radical i ràpida -ideologies revolucionàries-, o incremental i lenta -ideologies reformistes-) o la restauració del sistema prèviament existent (ideologies reaccionàries).
Les ideologies solen constar d'una representació del sistema; que proporciona un punt de vista propi i particular sobre la realitat, a partir del qual s'analitza i es fa un judici, habitualment comparant-lo amb un sistema alternatiu, real o ideal; i de programes d'acció; que pretenen acostar en tant que sigui possible el sistema considerat real al sistema ideal pretès.
Les ideologies caracteritzen grups socials, institucions i moviments polítics, socials, religiosos o culturals. Expliquen la diferència de visions en política, filosofia o ètica, i condicionen moltes de les decisions de l'individu; així, es qualifica una persona de conservadora, de progressista, de relativista o de fonamentalista, per exemple. La ideologia no sempre és conscient, ja que va lligada al judici sobre els fets i els altres.
Al pensament marxista, és el sistema de valors que la classe dominant difon entre les classes subalternes per justificar el seu domini, amb la intenció que els oprimits l'interioritzin i l'assumeixin com a natural. Per exemple, dins les societats capitalistes, la idea que la propietat privada és un dret natural inalienable.

## Orígens del nom
La seva etimologia ve del grec ("eidos", 'idea, aparença' + "logos", 'ciència, paraula').
La paraula va ser creada per Destutt de Tracy al segle xviii (Mémoire sur la faculté de penser, 1796), i originalment denominava la «ciència que estudia les idees, el seu caràcter, origen i les lleis que les regeixen, així com les relacions amb els signes que les expressen».
Mig segle més tard, el concepte es dota d'un contingut combatiu per Karl Marx, per a qui la ideologia és el conjunt d (errònies, en la seva major part); la relació amb la realitat és menys important que el seu objectiu, que és evitar que els oprimits percebin el seu estat d'opressió.
Friedrich Engels, proper a Marx, va escriure:
| «                           | La ideologia és un procés realitzat conscientment per l'així anomenat pensador, en efecte, però amb una consciència falsa | » |
| — Carta de Engels a Mehring | |   |

Des d'un punt de vista o d'altre, el concepte va adquirir un tint pejoratiu del qual no s'ha després. Sota aquesta concepció negativa, cada ideologia és una cosmovisió que pretén despullar l'ésser humà de la seva llibertat, submergir-lo en una mentida, convertint-lo en part d'una massa que es pretén manipular i, si triomfa, dominar. Des d'aquest punt de vista, les ideologies són eines de control social.

## Sociologia i ideologia
Parlem d'ideologia quan una idea determinada és àmpliament compartida conscientment per un grup social en una societat. A vegades, és un tret fortament identitari, de manera semblant a la religió, la nació, la classe social, el sexe, partit polític, club social, incloent-hi grups petits i tancats com les sectes, o grups grans i oberts com ser partidari d'un equip de futbol... A més dels membres del grup ideològic, admeten o no que determinat individu pertanyi al grup segons comparteixi o no certs pressupostos ideològics bàsics.
La ideologia interpreta i justifica els actes personals o col·lectius dels grups o classes socials, als interessos del qual serveix, i explica la realitat d'una forma assumible i tranquil·litzadora perquè pugui mantenir la interpretació o justificació prèvia tal com estava en l'imaginari col·lectiu, independentment de la circumstància real. De l'estudi de la ideologia s'encarrega la Sociologia del coneixement, el pressupost bàsic és que les maneres de veure el món varien socialment d'una societat a una altra i dins de sectors diferents de la mateixa societat.

### Saint-Simon
El comte de Saint-Simon (1760-1825) va ser un dels primers a recuperar el concepte d'ideologia per tal de fer-ne un sistema filosòfic complet, completament fundat en les ciències, excloent-hi tota aportació de les religions, ja que era ateu. Va tenir un paper molt particular en la difusió de la ideologia.
Saint-Simon, molt influenciat pels ideòlegs, sobretot el doctor Jean Burdin, construeix entre 1801 i 1825 un sistema global que Pierre Musso qualifica de filosofia de les xarxes. Per a Saint-Simon, les relacions dels individus en societat són, per metàfora amb la fisiologia, que era en ple desenvolupament en aquest moment, assimilables a les xarxes orgàniques dels éssers humans (xarxes sanguínies, sistema ansiós). Introdueix també la noció de capacitat de la xarxa.
La denominació de "nou cristianisme" va ser en realitat enganyosa per a un sistema que, prenent Isaac Newton com a referència suprema, pretenia reemplaçar Déu per la llei de la gravitació universal. En l'aspecte espiritual, les ciències substitueixen la religió. En l'aspecte temporal, els economistes reemplacen els polítics.
El sistema de govern ha d'incloure tres cambres, (inventors, cambra... execució). Saint-Simon presenta la seva exclusiva confiança en el progrés industrial. El seu sistema era molt ple de religiositat, especialment en els darrers anys.

### Recerca d'un sistema coherent (1825)
La preocupació de la recerca d'un sistema coherent que es trobava ja a l'escola dels ideòlegs, una mica oblidada per les guerres de l'imperi i per la Restauració, ressorgeix cap a 1825, en el context del començament del regnat de Carles X.
La fi de l'any 1825 i l'any 1826 van ser, així, a França, un moment de reflexió sobre un sistema filosòfic global. Es pot considerar que és un període frontissa en la història de les idees. Els pensadors que van participar en aquesta reflexió van ser principalment August Comte, Prosper Enfantin, Charles Fourier… i probablement Félicité Robert de Lamennais, que va ser contractat en la reflexió pels catòlics.
Aquest període va iniciar un gran nombre de moviments de diferent naturalesa: ideologies, utopies, que donaran a llum llavors a les grans teories sobre el liberalisme, així com a les diferents formes de socialisme.

### Saintsimonisme: continuació
A la mort de Saint-Simon (1825), un politècnic, Prosper Enfantin, reprèn la seva doctrina.
Molt interessat pel sistema de Saint-Simon, publica amb Saint-Amand Bazard, l'Exposició de la doctrina de Saint-Simon (1829). Aquestes idees són així difoses pel moviment dit saintsimonisme (saint-simonien), sota formes transformades en el transcurs del temps:
- el 1831, Saint-Amand Bazard es desvincula del grup liberal d'Enfantin ('cisma') i funda una branca de sensibilitat socialista, que influencia sobretot Karl Marx;
- Lazare Hippolyte Carnot, segon fill de Lazare Carnot, col·labora en un dels diaris;
- Michel Chevalier, saintsimonià de sensibilitat liberal, és un proper conseller de Napoleó III;
- les idees saintsimonistes es desenvolupen en certs cercles de l'escola politècnica.

Les idees saintsimonianes tenen així una forta influència a França en la fase de desenvolupament industrial del Segon Imperi, després de la III República (revolució industrial).
S'escampen també fora de les fronteres amb la colonització d'Àfrica i de l'Orient Mitjà, de la qual Enfantin va ser l'iniciador. És així com es parla d'una ideologia colonial francesa.
Troben aplicacions pràctiques en la construcció dels ferrocarrils (estrella de Belgrand), de carreteres, de canals, i encara avui en les xarxes de telecomunicacions.

### Positivisme d'Auguste Comte

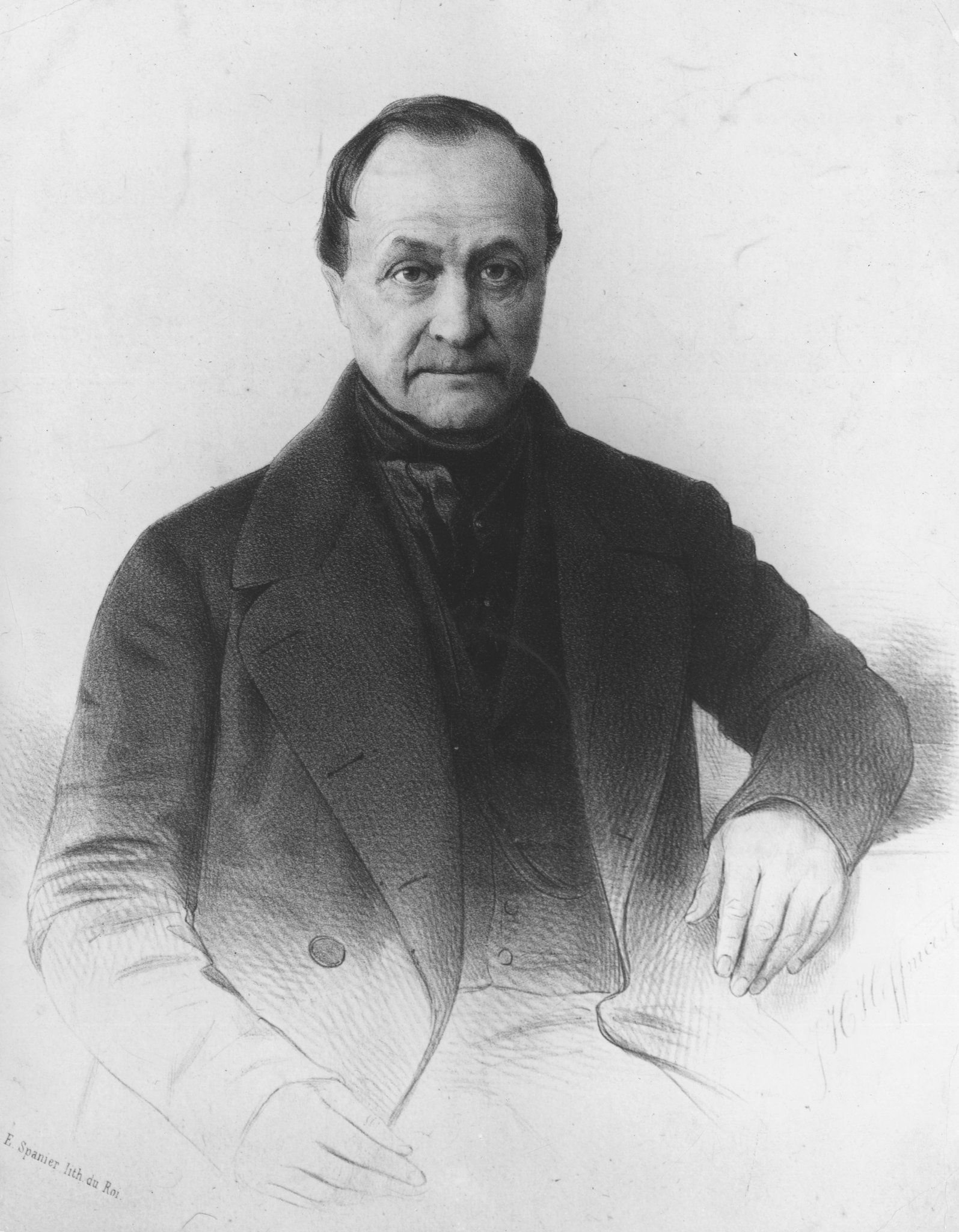
Auguste Comte

Auguste Comte va ser secretari de Saint-Simon del 1817 al 1824. Va deixar Saint-Simon per fundar el seu propi moviment filosòfic.
La ideologia de Comte se subdivideix en dues parts:
- el positivisme científic

Les causes primeres són oblidades. En el Curs de filosofia positiva (1830-1842), Comte exposa la llei dels tres estats: la humanitat passa per tres estats: l'estat teològic (els déus governen el món), l'estat metafísic (entitats abstractes determinen el món), i l'estat positiu (les ciències aconsegueixen l'estat positiu).
- el positivisme "religiós"

En aquesta fase, August Comte defineix les relacions en societat a partir de tres fonaments: l'altruisme, l'ordre i el progrés. La sociologia (reprèn el terme de Sieyès) corona les ciències anomenades positives: matemàtiques, física, química, astronomia, biologia (sistema de política positiva, 1851-1854).
El món és governat per les morts. La humanitat és un gran-ésser, mena de continuació del culte de la raó i de l'ésser suprem, del qual és el "gran sacerdot".
El positivisme tindrà una influència determinant a partir de mitjans del segle xix sobre nombroses personalitats i en nombrosos àmbits:
- el positivisme lògic,
- el positivisme jurídic, que es fonamenta en el sistema de política positiva de la fase religiosa,

- el neopositivisme.

## Origen de les ideologies
L'origen de la majoria de les ideologies es troba en un corrent filosòfic, i és una versió molt simplificada, i de vegades distorsionada, de la filosofia original, cosa que es produeix, de manera general, quan un pensament original es converteix en "-isme".
Sol situar-se l'origen d'acord amb les necessitats que sustenten socialment un determinat pensament. Els primers filòsofs que van estudiar la "ideologia", els psicologistes francesos (Condillac, Cabanis, Destutt de Tracy), van situar aquesta necessitat en el "jo interior", interpretat de diverses maneres (psicologisme i psicofisiològics).
Més tard, el compromís polític de filòsofs socials (socialistes utòpics, Claude-Henri de Rouvroy, comte de Saint-Simon, Fourier, Proudhon) va situar aquestes necessitats en la vida social, cosa que va provocar el qualificatiu de "doctrinaris" pels "ideòlegs" en el seu enfrontament amb el poder, donant a la paraula un sentit pejoratiu que no ha perdut.
El sentit més elaborat d'ideologia és el de Hegel i Marx, considerant la ideologia com una "escissió de la consciència", que produeix l'alienació, bé sigui aquesta considerada com a merament dialèctica del pensament, idealisme (Hegel), o dialèctica material materialisme (Karl Marx).
Al segle xx, la ideologia és considerada com a problema de comunicació social. Per als frankfurtians, de manera especial Habermas, la ideologia expressa la violència de la dominació que distorsiona la comunicació. Aquesta distorsió és conseqüència d'una raó instrumental que produeix la ciència i la tecnologia com a eixos de la dominació social. És, doncs, necessària una hermenèutica de l'emancipació i l'alliberament. De la mateixa forma, Marcuse subratlla aquest fet en el si de les classes socials.
Karl Mannheim i Max Scheller emmarquen la ideologia en el context de la sociologia del saber. El saber emmarcat dins de la dominació política genera tal cúmul d'interessos que configura la visió del món dels grups socials. Mannheim distingeix entre ideologia parcial de tipus psicològic, i ideologia total de tipus social.
Sartre, per la seva banda, introdueix una idea d'"ideologia" completament diferent. Per a Sartre, la ideologia és fruit d'un pensador "creador", capaç de generar una manera de veure la realitat.
Willard Van Orman Quine, per la seva banda, lliga la ideologia a una manera de considerar l'ontologia.
A finals del segle passat, però, s'entra en una època de menysvaloració d'allò ideològic, sota el guiatge de les ideologies conservadores, de manera que alguns han proclamat "la fi de les ideologies". Fins i tot, s'ha proclamat el triomf del pensament únic i la "fi de la història" o el xoc de civilitzacions.
La ideologia s'ha d'estudiar en termes de la seva pròpia lògica més que en els de la filosofia que se'n deriva.
És difícil comprendre quan i en quins termes una filosofia passa a ser ideologia. Max Weber afirmava que les filosofies se seleccionen per ser ideologies, però no explica, quan, com i per què. El que sí que podem assegurar és que existeix una relació dialèctica entre les idees i les necessitats socials, i que ambdues són indispensables per a configurar una ideologia. Així, necessitats sentides pel cos social (o un grup d'aquest) poden fracassar per no tenir idees que les sustentin. Igual que hi ha idees que poden passar inadvertides per no ser rellevants per a les necessitats socials.
Marx, en la seva Crítica de la filosofia del dret, a Hegel, assenyala que "les revolucions necessiten un element passiu, una base material. Un poble només posarà per obra la teoria quant aquesta representi la realització de les seves necessitats".
"És cert, l'arma de la crítica no pot substituir la crítica per les armes; la violència material no pot ser enderrocada sinó amb violència material. Però, també la teoria es converteix en violència material una vegada que encén les masses. La teoria és capaç de calar en les masses quan demostra ad hominem, i demostra ad hominem quan es radicalitza. Ser radical és prendre la cosa d'arrel. I per a l'ésser humà l'arrel és l'ésser humà mateix."

## Tipus d'ideologia
La classificació dels diferents corrents ideològics sol realitzar-se mitjançant una tipologia segons la seva finalitat, establint-se així quatre grans categories:
- Ideologies reaccionàries: que enyoren i volen recuperar algun tipus de sistema social, econòmic o polític passat, o algunes de les seves característiques.
- Ideologies de l'statu quo: les que defenen i racionalitzen l'ordre econòmic, social i polític existent en un moment determinat.
- Ideologies revolucionàries: recolzen canvis qualitatius en l'ordre econòmic, polític i social. Pretenen una transformació radical, sobtada i violenta.
- Ideologies reformistes: afavoreixen el canvi d'una manera lenta i pacífica.

Segons l'àmbit central que cobreixen, es parla d'ideologia social, econòmica, política, religiosa... Sovint es barregen, ja que un pensament coherent tendeix a buscar els mateixos trets en els diferents camps d'acció del sistema.

## Concepte marxista d'ideologia
Tal com el materialisme històric defineix el concepte, la ideologia forma part de la superestructura, juntament amb el sistema polític, la religió, l'art i el camp jurídic. Segons la interpretació clàssica, està determinada per les condicions materials de les relacions de producció o estructura econòmica i social i el reflex que produeix és l'anomenada "falsa consciència".
El paper de la ideologia, segons aquesta concepció marxista de la història, és actuar de lubricant per mantenir fluides les relacions socials, proporcionant el mínim consens social necessari mitjançant la justificació del predomini de les classes dominants i del poder polític.
Entre els marxistes que s'han dedicat a l'estudi de la ideologia, o han fet comentaris significatius sobre el tema, estan Marx i Engels, Lukács, Althusser, Gramsci, Theodor Adorno i, més recentment, Slavoj Zizek.
Malgrat que, normalment, s'acostuma a parlar d'una teoria de la ideologia homogènia del marxisme, lligada a l'esquema base-superestructura, existeixen nombroses variacions teòriques que tracten aquest tema. Alguns analistes de la teoria de la ideologia marxista, per exemple Terry Eagleton, han arribat a afirmar que en els escrits del mateix Marx existeixen teories diferents sobre el punt.
Durant l'etapa estalinista de l'URSS, el marxisme va quedar reduït al materialisme dialèctic (o diamat) i a l'anomenada concepció materialista de la història. Aquestes doctrines, codificades i poc qüestionables, eren ensenyades acadèmicament, amb una secció fins i tot en l'Acadèmia Russa de les Ciències. Per als marxistes occidentals, i especialment per als historiadors d'orientació no ortodoxa, que sol anomenar-se marxiana, sobretot a França i Anglaterra (més o menys lligats a la renovació historiogràfica de mitjans del segle xx que va suposar l'escola d'Annals), és impossible explicar la història d'una manera tan determinista. Des d'aquest punt de vista, solen trobar-se en la historiografia interpretacions de la ideologia en el sentit que la inadequació de la ideologia dominant a noves condicions o el sorgiment d'ideologies alternatives que entren en competència amb aquesta, i produeix una crisi ideològica. Així, sol admetre's que, encara que des d'un punt de vista marxista clàssic soni herètic, quan una ideologia dominant no compleix eficaçment la seva funció, fa augmentar la tensió social (lluita de classes) que contribueix a la crisi d'un mode de producció i la seva transició al següent.

## Segle de les ideologies

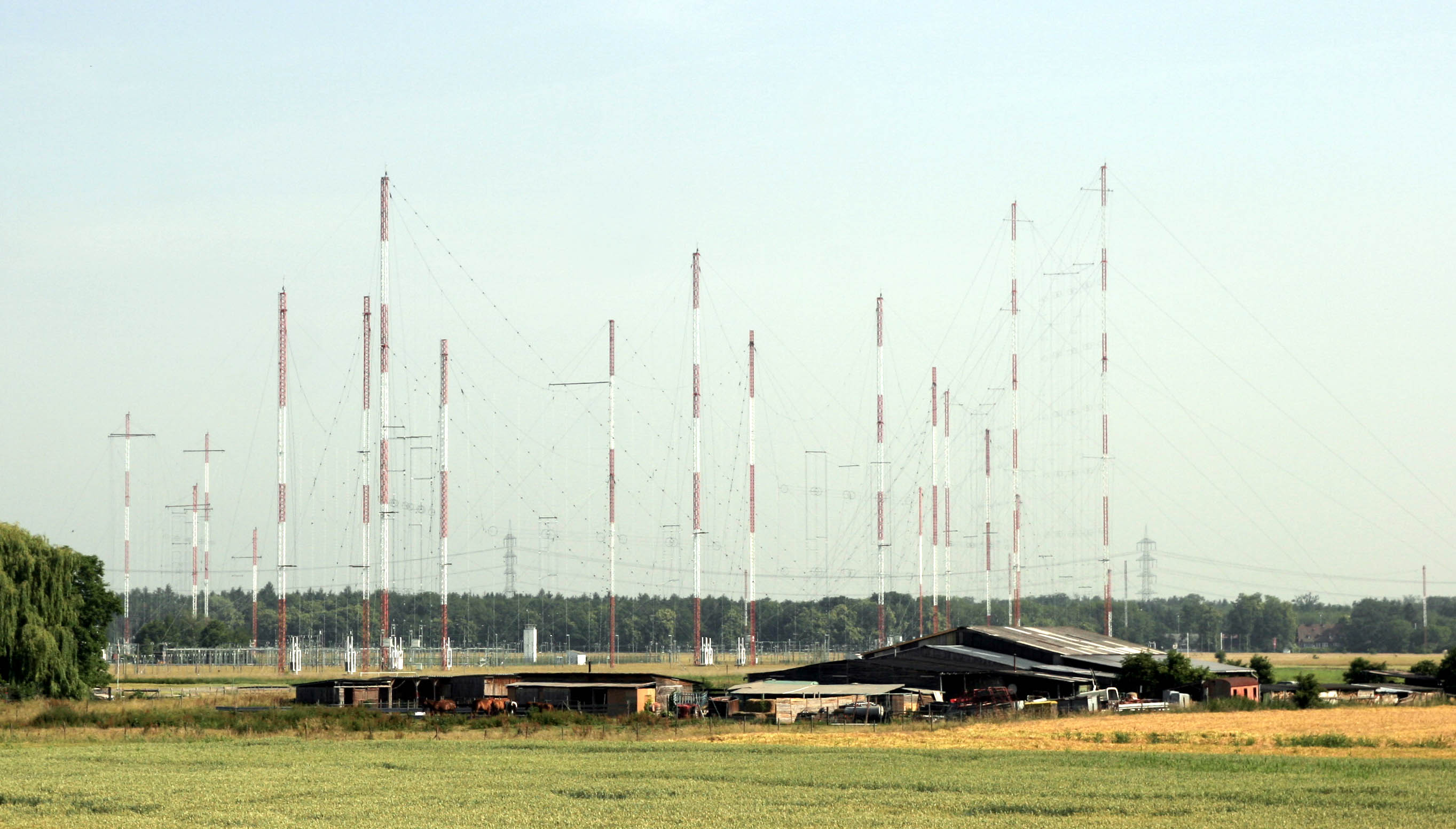
Emissora de Ràdio Liberty, d'ideologia capitalista, dirigida als països d'Europa de l'Est

Expressió del filòsof Jean Pierre Faye (1998)
El terme ideologia, reservat en el segle xix al debat intel·lectual, es converteix en el segle xx en el vehicle de grans moviments socials i de pensament, sobre el suport de grans masses que són adoctrinades pels nous mitjans de comunicació, la propaganda, la violència i la repressió. En el període d'entreguerres, les ideologies polítiques enfrontades són feixisme i comunisme fonamentalment, encara que del segle xix hagin sobreviscut el liberalisme en la seva versió democràtica (davant el qual tots dos es defineixen), el conservadorisme, el socialisme democràtic, l'anarquisme i els nacionalismes. Feminisme, pacifisme, ecologisme i els moviments per la igualtat ètnica i el reconeixement de la identitat sexual són ideologies no estrictament polítiques, amb forta vocació transformadora de la societat. El món religiós sembla estar absent de la major part de les noves visions del món (en alemany, Weltanschauung) fins al final del segle xx, quan André Malraux profetitza poc abans de morir (1976): el segle XXI serà religiós o no serà. És aviat per confirmar, però des d'aleshores el cristianisme integrista, tant catòlic com protestant i el fonamentalisme islàmic s'han renovat (personalitzats en Joan Pau II, Ronald Reagan i l'ayatollah Khomeini) i han trobat acomodament en la justificació ideològica de tota classe d'interessos, tant en els països desenvolupats (on va més enllà de l'interclassista de la democràcia cristiana de postguerra) com en els subdesenvolupats (on substitueix el tercermundisme dominant en el període de la descolonització o a la teologia de l'alliberament dels anys 1970). El mateix passa amb el nacionalisme hindú. L'europeisme o moviment europeu ha entrat en una clara crisi ideològica de la qual és símptoma la incapacitat de definició dels valors i les fronteres continentals en els debats de la Constitució europea (2005).

### Pensament feble
D'altra banda, des de les dècades de 1980 i 1990, el concepte d'ideologia pateix una devaluació per la seva inadequació a nous paradigmes intel·lectuals emergents, com la desconstrucció (Jacques Derrida), o el més genèricament anomenat postmodernitat, que proposen un pensament feble (Gianni Vattimo), en certa manera una ideologia flexible i acomodar-se a les situacions de canvi desconcertant que ocorren en el període de final de segle i mil·lenni (especialment, la caiguda del mur de Berlín). En aquest context cultural, s'entén la formulació del concepte de la tercera via (Anthony Giddens), una adaptació a la globalització i el liberalisme econòmic triomfant des de posicions socialdemòcrates (el laborisme britànic de Tony Blair o, fins i tot, la presidència de Bill Clinton) que, en la pràctica, és una aproximació a moltes concepcions del conservadorisme.

## Ús pejoratiu del terme
En moltes ocasions, es fa servir el concepte ideologia per a desprestigiar un sistema de pensament o concepció del món (o fins i tot un autor o un text, dient d'aquests que estan ideologitzats). A diferència d'una més neutral presa de posició que expressi el punt de vista present d'una persona o un grup, davant una situació nova, després d'haver valorat les diferents opcions existents. Aquest ús pejoratiu d'ideologia, l'entén com un discurs que:
- posseeix un conjunt de solucions preestablertes per als problemes que volgués superar;
- és dogmàtic, i produeix un enfrontament partidista (posicions polítiques o religioses);
- s'acompanya del proselitisme i, en graus extrems, de l'adoctrinament.

Ideologia és, per tant, el fruit del pensament sotmès al prejudici.

### Dogmatisme de les ideologies
Les ideologies veuen el món com quelcom estàtic. És per aquest fet que qualsevol ideologia es veu a si mateixa com la dipositària de les idees que poden resoldre qualsevol problema de la societat, ja sigui present o futur.
Això converteix la ideologia en un dogmatisme, car es tanca a les idees dels altres com a possible font de solucions als problemes que es plantegen en el dia a dia, i n'és aquesta l'explicació total i última; el que alguns anomenen explicació ferotge.

### Ideologies camí al totalitarisme
Segons assenyala el paràgraf anterior, en casos extrems, una ideologia pot portar a negar la possibilitat de dissentir, donant per veritat irrefutable els seus postulats.
Arribats a considerar la ideologia com a veritat irrefutable, s'obre el camí al totalitarisme, bé sigui de tipus polític o religiós (teocràcies).
Qualsevol que dissenteixi passa a ser un problema per a la societat, o el grup, ja que va contra la veritat dogmàtica que proclama la ideologia. Tal és el gravíssim problema que plantegen els dissidents, les faccions, i sobretot les sectes.